# Riudaura
Riudaura (auch: Ridaura) ist ein  Dorf mit 529 Einwohnern (Stand: 2024) in der Garrotxa in der katalanischen Provinz Girona in Spanien. 
Der Ort liegt am Zusammenfluss von zwei Quellbächen zum kleinen gleichnamigen Fluss Riudaura in einer sehr gebirgigen Gegend auf einer Höhe von  572 Meter über dem Meeresspiegel. Im Westen wird der Ort durch das Gebirgsmassiv Puig Estela (1359 Meter hoch) und durch die Comarca Ripollès, im Osten durch die Gebirgskette Sant Miquel del Mont und durch das Vall de Bianya begrenzt. Diese gebirgige Zone ist hauptsächlich mit Eichen-Buchenwäldern bestanden. Im Bereich des kleinen Flusses finden sich Pappelwälder. Der Ort ist landwirtschaftlich geprägt. Es wird vorwiegend Getreide, Mais und Viehfutter angebaut. Zudem wird Viehzucht (Schweine, Rinder, Geflügel) betrieben. Auch der Tourismus (diverse Angebote für Ferien auf dem Land) spielt in Riudaura eine wirtschaftliche Rolle. Es gibt kleine metallverarbeitende Betriebe und Textilindustrie. Die Mehrheit der Bevölkerung geht jedoch nach Olot arbeiten.
Die Hauptkirche des Ortes Santa Maria war das Zentrum des vormaligen romanischen Kloster von Riudaura. Der Ort wurde zivilrechtlich ursprünglich von diesem Kloster aus verwaltet während er strafrechtlich dem Vescomte von Bas unterstand. Zur Pfarrkirche Santa Maria gehören weiterhin die Kirche „Sant Miquel del Mont“ (erbaut im Jahr 1779) und das Heiligtum „Santuari de la Font de Joan“. 
Administrativ zu dem Ort gehören einige verstreute Gehöfte und Weiler wie der Weiler „Les Artigues“ und der Hof „La Plana de Croanyes“.